# Elverum Fotball
El Elverum Fotball es un equipo de fútbol de Noruega que juega en la Fair Play ligaen, la tercera división de fútbol en el país.

## Historia
Fue fundado el 30 de junio del año 1907 en la ciudad de Elverum con el nombre Elverum Footballklub. como una sección del club multideportivo Elverum IL, y principalmente han jugado en la Fair Play ligaen, la tercera división de Noruega, logrando su primer ascenso a la Adeccoligaen en 1996, aunque solamente duraron en ella un año.

## Palmarés
- Fair Play ligaen: 2

2012, 2016
- Tercera División de Noruega: 2

2005, 2006

## Estadio
El club juega sus partidos de local en el Sentralidrettsplassen, inaugurado en 1950 y remodelado en el 2007 con césped artificial y con capacidad para 2.000 espectadores.

## Récords
- Mayor victoria: 12-0 ante el Nordre Trysil en 1954 y ante el Lom en 2001.
- Mayor asistencia de local: 4,633 en un juego de liga ante el Ham-Kam en 1991.
- Mejor posición en una temporada: 5º en la Adeccoligaen de 1992.
- Mejor resultado en copa: 3.ª ronda en 1991 y 1994.

## Jugadores

### Jugadores destacados
- Vegar Eggen Hedenstad, ahora en el Stabæk Fotball
- Eirik Dybendahl, ahora en el IFK Norrköping
- Stig Inge Bjørnebye, jugó en el Liverpool FC y el Blackburn Rovers, mundialista en Estados Unidos 1994 y Francia 1998
- Ole Petter Skonnord, jugó en el Dundee FC
- Terje Olsen, jugó en el Bayer Leverkusen
- Svein Skårås, jugó en el Kvik Halden